# Restless Wives
Restless Wives è un film muto del 1924 diretto da Gregory La Cava. La sceneggiatura si basa su Restless Wives di Izola Forrester, un racconto che uscì pubblicato su Ainslee's Magazine.

## Trama
Polly Benson è una moglie trascurata. E suo marito James non migliora la situazione quando, in occasione dell'anniversario del loro matrimonio, la lascia sola a causa di un impegno di lavoro. La donna, allora, si reca con un suo ammiratore, Curtis Wilbur, in un cabaret e poi decide di tornare a casa da suo padre. Il marito abbandonato, si dispera. Ma rivuole indietro la moglie. Così, quando la rivede insieme a Wilbur, la rapisce e poi la porta in montagna, in una casa delle vacanze. Lì, però, scoppia quasi la tragedia: un domestico ubriaco ferisce James che, cadendo, provoca un incendio rompendo una lampada che prende fuoco. Polly riuscirà a salvare il marito, trascinandolo all'esterno: i due sposi, finalmente rappacificati, tornano insieme e si perdonano a vicenda.

## Produzione
Il film fu prodotto dalla C.C. Burr Productions Inc.

## Distribuzione
Il copyright del film, richiesto dalla C. C. Burr Pictures, fu registrato il 10 dicembre 1923 con il numero LP19686.
Il film uscì nelle sale il 6 gennaio 1924